# Lycée des arts visuels d'Helsinki
Le lycée des arts visuels d'Helsinki (finnois : Helsingin kuvataidelukio) est un lycée d'art fondé en 1925 et situé dans la section Torkkelinmäki du quartier Kallio à Helsinki en Finlande.

## Présentation

### Cours
Le lycée propose plus de 60 cours d'art différents, et les élèves doivent suivre au moins 12 cours dans les matières suivantes:
- arts visuels
- graphisme
- céramique
- sculpture
- dessin et peinture
- arts textiles
- photographie
- cinéma
- multimédia
- design et architecture
- expression numérique

### Parcours
Les étudiants peuvent choisir de suivre l'un des quatre parcours artistiques:
- Parcours des beaux-arts (dessin, peinture, graphisme et sculpture)
- Parcours multimédia et arts visuels (cinéma, photographie, retouche d'image, mise en page)
- Parcours design et architecture (design, architecture, art textile, céramique)
- Parcours multimédia (applications interactives, conception de jeux et de sites Web)